# Лопсола
 Лопсола  — деревня в Куженерском районе Республики Марий Эл. Входит в состав Тумьюмучашского сельского поселения.

## География
Находится в северо-восточной части республики Марий Эл на расстоянии приблизительно 10 км на запад-юго-запад от районного центра посёлка Куженер.

## История
Известна с 1874 года как деревня из 7 русских и 29 марийских дворов, проживало 192 человека. В 1909 году здесь проживало 279 жителей. В 1921 году в деревне проживали 226 человек. В 2005 году в деревне насчитывалось 32 хозяйства. В советское время работали колхозы «Йошкар кече», «Комбайн» и имени Сталина.

## Население
Население составляло 116 человек (мари 99 %) в 2002 году, 85 в 2010.